# Moritz Bleibtreu
 (juillet 2023).
Si vous disposez d'ouvrages ou d'articles de référence ou si vous connaissez des sites web de qualité traitant du thème abordé ici, merci de compléter l'article en donnant les références utiles à sa vérifiabilité et en les liant à la section « Notes et références ».
Pour les articles homonymes, voir Bleibtreu.
Moritz Bleibtreu (/ˈmoːʁɪts ˈblaɪ̯ptʁɔɪ̯/), né le 13 août 1971 à Munich, est un acteur allemand.

## Biographie
Moritz Johann Bleibtreu (/ˈmoːʁɪts ˈjoːhan ˈblaɪ̯ptʁɔɪ̯/) est le fils des acteurs autrichiens Monica Bleibtreu et Hans Brenner et l'arrière-petit-neveu de l'actrice Hedwig Bleibtreu.
Après une enfance à Hambourg ponctuée par des apparitions dans des séries télévisuelles et des films tels que Neues aus Uhlenbusch écrits par sa mère ou Mit meinen heißen Tränen aux côtés de sa mère, il quitte l'école à 16 ans pour étudier l'art dramatique à Paris, Rome et New York durant trois années.
Il débute sur scène dans des productions de Roméo et Juliette (au Deutsches Schauspielhaus de Hamburg) et Richard III, sous la direction de Jürgen Flimm. En 1994, il fait ses débuts d'acteur dans le téléfilm Unschuldsengel, aussitôt suivi de son premier film Einfach nur Liebe. Il partage son temps entre la télévision où il tient un rôle récurrent dans la série Die Gang et le cinéma. Il obtient ainsi, en 1997, le prix Lubitsch pour sa composition de tueur pathétique dans l'acclamé Paradis express, qui le révèle à un large public, même si Stadtgespräch de Rainer Kaufmann, avait déjà révélé sa trempe de comédien. Bleibtreu tourne Im Juli et Solino pour le réalisateur germano-turc Fatih Akın.
Le public étranger le découvre comme partenaire de Franka Potente dans Cours, Lola, cours, puis dans les films L'Expérience, Une famille allemande et Munich. Il poursuit en parallèle sa carrière théâtrale.
En 2006, il obtient un Ours d'argent du meilleur acteur au Festival du film de Berlin pour l'interprétation d'un personnage obsédé sexuel, dans Les Particules élémentaires.
En 2008, il interprète le rôle du colonel Karl Heindrich, dans le film de Jean-Paul Salomé Les Femmes de l'ombre.

## Filmographie

### Acteur

#### Cinéma
- 1994 : Einfach nur Liebe de Peter Timm : Yüksel
- 1995 : Conversations très privées (Stadtgespräch) de Rainer Kaufmann : Karl
- 1996 : Der kalte Finger de Ralf Huettner : Gabriel
- 1997 : Paradis express (Knockin' on Heaven's Door) de Thomas Jahn : Abdul, l'arabe
- 1997 : Kabel und Liebe de Konrad Sabrautzky : Stefan
- 1997 : Back in Trouble d'Andy Bausch : Knasti
- 1998 : Cours, Lola, cours (Lola rennt) de Tom Tykwer : Manni
- 1998 : Aime ton prochain (Liebe deine Nächste!) de Detlev Buck : Tristan
- 1999 : Luna Papa de Bakhtiar Khudojnazarov : Nasreddin
- 2000 : Fandango de Matthias Glasner : DJ Sunny
- 2000 : Julie en juillet (Im Juli) de Fatih Akın : Daniel Bannier
- 2001 : L'Expérience (Das Experiment) de Oliver Hirschbiegel : Tarek Fahd, numéro 77
- 2001 : Vérité apparente (The Invisible Circus) d'Adam Brooks : Eric
- 2001 : Allô pizza (Lammbock) de Christian Zübert : Kai
- 2001 : Taking sides, le cas Furtwängler (Taking Sides) de István Szabó : Lieutenant David Wills
- 2002 : Solino, une vie nouvelle (Solino) de Fatih Akin : Giancarlo Amat
- 2004 : Germanikus de Hans Christian Müller : Kaiser Titus
- 2004 : Les Truands cuisinent (C(r)ook) de Pepe Danquart : Valentin
- 2004 : Une famille allemande (Agnes und seine Brüder) de Oskar Roehler : Hans-Jörg Tschirner
- 2004 : Fakiren fra Bilbao de Peter Flinth : Lombardo
- 2005 : The Keeper: The Legend of Omar Khayyam de Kayvan Mashayekh : Malikshah
- 2005 : Vom Suchen und Finden der Liebe de Helmut Dietl : Mimi Nachtigal
- 2005 : Munich de Steven Spielberg : Andreas
- 2006 : Les Particules élémentaires (Elementarteilchen) de Oskar Roehler : Bruno
- 2006 : Le Concile de pierre de Guillaume Nicloux : Serguei Makov
- 2007 : The Walker de Paul Schrader : Emek Yoglu
- 2007 : Le Mas des alouettes (La Masseria delle allodole) des frères Taviani : Ferzan
- 2007 : Free Rainer de Hans Weingartner : Rainer
- 2008 : Chiko de Özgür Yıldırım : Brownie
- 2008 : Les Femmes de l'ombre de Jean-Paul Salomé : Karl Heindrich
- 2008 : Speed Racer des Wachowski : Le fantôme gris
- 2008 : La Bande à Baader (Der Baader Meinhof Komplex) de Uli Edel : Andreas Baader
- 2008 : Adam Resurrected de Paul Schrader : Joseph Gracci
- 2009 : Le Prince des mille et une nuits (Lippels Traum) de Lars Büchel : le roi, Otto Mattenheim
- 2009 : Soul Kitchen de Fatih Akın :  Illias Kazantsakis
- 2010 : Zeiten ändern Dich de Uli Edel : Arafat
- 2010 : Goebbels et le Juif Süss : Histoire d'une manipulation (Jud Süß - Film ohne Gewissen) de Oskar Roehler : Joseph Goebbels
- 2010 : Jerry Cotton de Cyrill Boss & Philipp Stennert : Sammy Serrano
- 2010 : L'Ange du mal (Vallanzasca - Gli angeli del male) de Michele Placido : Sergio
- 2010 : Goethe! de Philipp Stölzl : Albert Kestner
- 2011 : Gegengerade de Tarek Ehlail : Koritzke
- 2011 : Mein bester Feind de Wolfgang Murnberger : Victor Kaufmann
- 2011 : 360 de Fernando Meirelles : l'homme d'affaires allemand
- 2012 : Le Quatrième Pouvoir (Die vierte Macht) de Dennis Gansel : Paul Jensen
- 2012 : Un témoin pour cible (Schutzengel) de Til Schweiger : Rudi
- 2013 : Vijay and I de Sam Garbarski : Will
- 2013 : World War Z de Marc Forster : un docteur de l'OMS
- 2013 : Quellen des Lebens d'Oskar Roehler : Klaus Freytag
- 2013 : Le Cinquième Pouvoir (Fifth Estate) de Bill Condon : Marcus
- 2013 : Les Frères noirs (Die schwarzen Brüder) de Xavier Koller : Antonio Luini
- 2014 : Stereo de Maximilian Erlenwein : Henry
- 2014 : Nicht mein Tag de Peter Thorwarth : Nappo
- 2014: The Cut de Fatih Akin : Peter Edelman
- 2015 : La Femme au tableau de Simon Curtis : Gustav Klimt
- 2015 : Rico, Oskar und das Herzgebreche de Wolfgang Groos : Boris Wandbeck
- 2015 : Kill Your Friends d'Owen Harris : Rudi
- 2015 : Die dunkle Seite des Mondes de Stephan Rick : Urs Blank
- 2016 : Les Confessions (Le confessioni) de Roberto Andò : Mark Klein
- 2016 : Coeur de pierre (Das kalte Herz) de Johannes Naber : Holländer-Michel
- 2017 : Es war einmal in Deutschland de Sam Garbarski : David Bermann
- 2017 : Lommbock de Christian Zübert : Kai
- 2017 : Only God can Judge Me (Nur Gott kann mich richten) de Özgür Yildirim : Ricky
- 2018 : L'Inciseur (Abgeschnitten) de Christian Alvart : Paul Herzfeld
- 2019 : Roads de Sebastian Schipper : Luttger
- 2019 : Ich war noch niemals in New York de Philipp Stölzl : Axel Staudach
- 2020 : Cortex de lui-même : Hagen
- 2021 : Faking Hitler, l'arnaque du siècle : Konrad Kujau
- 2022 : AEIOU - Alphabet rapide de l'amour (AEIOU - Das schnelle Alphabet der Liebe) de Nicolette Krebitz : un invité au talk-show
- 2022 : Mrs Benz : Voyage of Discovery de Eloise Singer : journaliste
- 2023 : Caveman de Laura Lackmann : Robert Müller
- 2023 : Manta, Manta - Zwoter Teil de Til Schweiger : Gunnar
- 2024 : L'Espion de Dieu de Todd Komarnicki

#### Télévision
- 1980 : Ich hatte einen Traum (téléfilm) de Rainer Boldt : le garçon
- 1980-1982 : Neues aus Uhlenbusch (série), 2 épisodes : Franz
- 1986 : Mit meinen heissen Tränen (mini-série)
- 1993 : Schulz & Schulz (série), épisode 5 Fünf vor zwölf de Nico Hofmann
- 1994 : La Preuve par deux / Hambourg, Police criminelle (Doppelter Einsatz) (série), épisode 13 Damenopfer : Nils Hermann
- 1994 : Unschulsengel (téléfilm) de Rainer Kaufmann : Thorsten
- 1995 : Kinder des Satans (téléfilm) de Jürgen Dünnwald et Bernd Schadewald : Henning Voss
- 1995 : Evelyn Hamann's Geschichten aus dem Leben (série), saison 2, épisode 2 Völlig aus der Bahn : le punk
- 1996 : Jackpot (téléfilm) de Hartmut Griesmayr : Harry
- 1996 : Das erste Mal (téléfilm) de Connie Walter : l'homme à la plage
- 1997 : Die Gang (série) : Klaus Winkelmann
- 1997 : Kind zu vermieten (téléfilm) de Martin Enlen : Marco
- 1997 : Einsatz Hamburg Süd (série), épisode 12 Willkommen im Club de Matthias Glasner : René Begemann
- 1998 : Die einzige Chance (téléfilm) de Hartmut Griesmayr : Mike
- 1999 : Das Gelbe vom Ei (téléfilm) de Lars Becker : Toon Jungjohann
- 2004 : Dittsche - Das wirklich wahre Leben (série), saison 2, épisode 8 : Lehrling
- 2015-2019 : Schuld (série) : Friedrich Kronberg
- 2016 : Blockbustaz (série), épisode 3 Versicherung de Jan Markus Linhof : Alphatier
- 2018 : Die Protokollantin (mini-série) de Nina Grosse : Jo Jacobi
- 2019 : M le Maudit (M - Eine Stadt sucht einen Mörder) (mini-série) de David Schalko : Verleger
- 2021 : Blackout (mini-série)[2] : Pierre Manzano
- 2021 : Faking Hitler, l'arnaque du siècle (Faking Hitler) (mini-série) : Konrad Kujau
- 2022 : Pitch Perfect : Bumper in Berlin (série), épisode 3 Verschlimmbessern de Richie Keen : un invité au Pickle
- 2023 : Transatlantique (Transatlantic) (mini-série), épisodes 1 et 2 : Walter Benjamin

### Réalisateur
- 2020 : Cortex